# Мирмеколеон

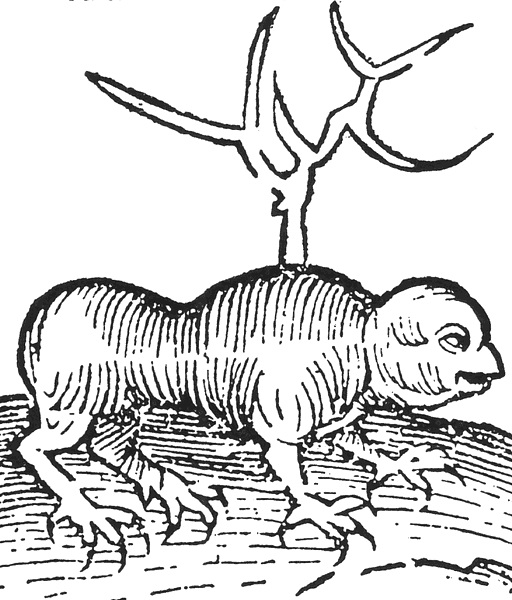
Мирмеколеон в бестиарии Hortus Sanitatis Якоба Мейденбаха, 1491 год

Мирмеколеон (англ. Myrmecoleon, нем. Mermecolion, фр. Mermecolion) или муравей-лев (англ. Ant-lion) — гибрид муравья и льва; несуществующее животное, возможно, возникшее в результате ошибки переводчика септуагинтской версии Книги Иова, впоследствии повторённой в греко-христианских сборниках «Физиолог», датируемых II или III веком нашей эры. Упоминания о нём можно встретить в средневековых бестиариях, таких как Hortus Sanitatis Якоба Мейденбаха, «Этимологии» Исидора Севильского и трудах Винсента из Бове. В некоторых источниках он также упоминается как Formicaleon, Formicaleun, Ameisenliwe, Mirmutalcon или Mirmicioleon.

## Этимология
Название происходит от греческих слов μύρμηξ ([мирмекс], «муравей») и λέων ([леон], «лев»).
Могло возникнуть из-за неправильного перевода еврейского слова ליש, встречающегося в Книге Иова. Это редко используемое слово, которое в других переводах Книги Иова означает «лев» или «тигр»; в Септуагинте оно было переведено как «мирмеколеон» (буквально «муравей-лев»).

## Интерпретации
Есть две интерпретации того, что такое мирмеколеон. По одной из версий, он назван так потому, что это «лев среди муравьёв» — крупный муравей или мелкое животное, которое прячется в пыли и убивает муравьёв. По другой версии, это зверь, возникший в результате спаривания льва и муравья. У него голова льва и тело муравья, причём каждая из его частей имеет соответствующую природу. Поскольку львиная часть ест только мясо, а муравьиная часть может переваривать только зерно, мирмеколеон постоянно страдает от голода и умирает вскоре после рождения.

«Пересекая редкую местность лесов и лугов, мы столкнулись с мирмеколеоном, чудесным гибридным существом, наполовину львом, наполовину муравьём. Этот вид родился из львиной спермы, которая упала на землю и оплодотворила муравьиные яйца».— Плиний Старший, «Естественная история»
Существо под названием «муравей-лев» часто встречается в средневековых бестиариях и связанных с ними рукописях. Поскольку рукописи бестиариев в конечном итоге заимствованы из греко-христианской книги под названием «Физиолог», которая, в свою очередь, повторяет ошибку Септуагинты, в большинстве текстов, упоминающих о мирмеколеоне, он фигурирует, как существо двойственной природы. Однако часть бестиариев приводит ещё более древнюю историю о муравьях-львах (муравьях, которые несколько меньше собак, но крупнее лисиц), добывающих золото, впервые описанную Геродотом в Historiês Apodexis около 430 г. до н. э. Также иногда встречается упоминание о «муравьях-собаках».
«Физиолог» приводит это животное как аллегорию нерешительных и лицемеров:

«Так бывает с каждым человеком, чья душа разделена, неустойчива во всех отношениях. Нехорошо говорить «нет и да» или «да и нет», но пусть «да» будет «да», а «нет — нет», как сказал Господь наш Иисус Христос».— 
В Moralia in Iob папа римский Григорий I упоминает, что «Satan et leo recte vocatur et tigris et myrmecoleon» («Сатану и льва по праву называют и тиграми, и мирмеколеонами»), сравнивая Сатану со львом за его жестокость, с тигром за его хитрость и с мирмеколеоном за то, что после того, как Сатана был игнан из Рая, он осаждает умы праведников, выполняющих свои обязанности, устраивая для них ловушки и убивая их врасплох, как мирмеколеон внезапно убивает муравьёв, несущих зерно. Далее он говорит, что «Сатана силён с теми, кто поддается ему и его силе убеждения, как если бы он был львом, но он слаб с теми, кто противится ему, как если бы он был муравьём, зарытым в прахе».
Гервасий Тильберийский утверждал, что мирмеколеоны рождаются на острове в Красном море, и описывал их как муравьёв-золотоискателей размером с небольшую собаку, имеющих чёрные тела и зубы, и шесть ног, растущих из середины тела, как у омара. Они пожирают всех, кто оказывается в пределах их досягаемости, и «настолько быстры, что кажутся летящими».
Изображения мирмеколеона довольно редки и также встречаются в двух вариантах: либо в виде большого муравья (иногда паука), либо гибридного зверя, являющегося наполовину львом, наполовину муравьём.

## Другие значения
В Абердинском бестиарии: «В море есть камень, который по-гречески называется mermecoleon, а по-латыни concasabea, потому что он одновременно полый и круглый. Более того, он разделён на две части, так что, если захочет, то может закрыться. Камень лежит на дне моря и оживает рано утром. Когда он поднимается со своего ложа на поверхность моря, он открывает рот и всасывает немного небесной росы, и лучи солнца сияют вокруг него; так внутри камня растёт поистине драгоценнейшая, сияющая жемчужина, зачатая из небесной росы и придававшая блеск лучам солнца».

## Упоминания в современной культуре
- Гюстав Флобер упоминает его в седьмой части «Искушения святого Антония» («Мирмеколеон — спереди лев, сзади муравей с половыми органами навыворот»)[12].
- Включён в бестиарий Хорхе Луиса Борхеса «Книга вымышленных существ»[13].
- В бестиарии Хавьера Томео рассказчик в разговоре с красным муравьём упоминает о мирмеколеонах-золотоискателях из Эфиопии[14].